# Mieczysław Kozłowski (duchowny)
Mieczysław Kozłowski (ur. 19 czerwca 1948 w Żaganiu, zm. 17 marca 2021 w Zakopanem) – polski duchowny rzymskokatolicki, członek Zgromadzenia Księży Misjonarzy, przewodniczący Redakcji Mszy Świętej Radiowej w latach 1993–2002.

## Życiorys
W 1968 wstąpił do Zgromadzenia Księży Misjonarzy i 8 grudnia 1973 złożył śluby święte. Święcenia kapłańskie przyjął 31 maja 1975 z rąk ks. bp. Albina Małysiaka CM. W 1975 ukończył studia wyższe, uzyskując tytuł magistra teologii nadany przez Papieski Wydział Teologiczny w Krakowie. W latach 1975–1980 był katechetą w parafii Najświętszej Maryi Panny z Lourdes w Krakowie, a w latach 1980–1982 wikariuszem i katechetą w Słubicach.
W latach 1982–1988 pracował jako katecheta i duszpasterz akademicki w parafii Świętego Krzyża w Warszawie. W latach 1988–1991 był dyrektorem kleryków i założycielem Apostolatu Maryjnego w kościele Nawrócenia św. Pawła w Stradomiu w Krakowie, a następnie proboszczem i superiorem parafii św. Anny we Wrocławiu.
W 1993 został powołany na proboszcza i superiora parafii Świętego Krzyża w Warszawie, jednocześnie pełniąc funkcję kustosza bazyliki Świętego Krzyża oraz wicedziekana dekanatu świętokrzyskiego. W tym czasie był także przewodniczącym Redakcji Mszy Świętej Radiowej. W 2002 wyjechał do Rzymu na kurs języka włoskiego i po powrocie w 2003 został skierowany jako duszpasterz do parafii św. Michała Archanioła w Grodkowie, a następnie w charakterze proboszcza i superiora do parafii Najświętszej Maryi Panny Niepokalanej Objawiającej Cudowny Medalik w Zakopanem, gdzie pełnił funkcję kustosza Sanktuarium Najświętszej Maryi Panny Niepokalanej Objawiającej Cudowny Medalik i wicedziekana dekanatu zakopiańskiego. W latach 2009–2012 był także radcą Prowincji. 
W 2012 został duszpasterzem i ekonomem parafii św. Wincentego a Paulo w Bydgoszczy, a w 2013 został powołany na proboszcza i superiora tejże parafii, jednocześnie będąc wicedziekanem dekanatu Bydgoszcz-Śródmieście. Funkcje te sprawował do 2019. 
Funkcję proboszcza parafii Najświętszej Maryi Panny Niepokalanej Objawiającej Cudowny Medalik w Zakopanem sprawował w latach 2003–2012, a od 2019 był jej duszpasterzem. Zmarł 17 marca 2021 w szpitalu w Zakopanem. Został pochowany w grobie Zgromadzenia Księży Misjonarzy na cmentarzu w Zakopanem-Olczy.

## Redaktor publikacji książkowych
- Świętokrzyskie kazania radiowe. Tom 7 (red. Mieczysław Kozłowski; Instytut Teologiczny Księży Misjonarzy, Kraków, 1995; ISBN 83-86768-40-1)
- Świętokrzyskie kazania radiowe. Tom 8 (red. Mieczysław Kozłowski; Instytut Teologiczny Księży Misjonarzy, Kraków, 1997; ISBN 83-86768-97-5)
- Świętokrzyskie kazania radiowe. Tom 9 (red. Mieczysław Kozłowski; Instytut Teologiczny Księży Misjonarzy, Kraków, 1998; ISBN 83-86768-23-1)
- Świętokrzyskie kazania radiowe. Tom 10 (red. Mieczysław Kozłowski; Instytut Teologiczny Księży Misjonarzy, Kraków, 1998; ISBN 83-7216-098-8)
- Świętokrzyskie kazania radiowe. Tom 11 (red. Mieczysław Kozłowski; Instytut Teologiczny Księży Misjonarzy, Kraków, 2000; ISBN 83-7216-045-7)
- Świętokrzyskie kazania radiowe. Tom 12 (red. Mieczysław Kozłowski; Instytut Teologiczny Księży Misjonarzy, Kraków, 2000; ISBN 83-7216-118-6)
- Świętokrzyskie kazania radiowe. Tom 13 (red. Mieczysław Kozłowski; Instytut Teologiczny Księży Misjonarzy, Kraków, 2001; ISBN 83-7216-312-X)
- Świętokrzyskie kazania radiowe. Tom 14 (red. Mieczysław Kozłowski; Instytut Teologiczny Księży Misjonarzy, Kraków, 2002; ISBN 83-7216-275-1)